# Tibouchina sinaloensis
Tibouchina sinaloensis är en tvåhjärtbladig växtart som beskrevs av Todzia. Tibouchina sinaloensis ingår i släktet Tibouchina och familjen Melastomataceae. Inga underarter finns listade i Catalogue of Life.